# Protocolo de Palermo
El Protocolo de Palermo fue un acuerdo firmado el 6 de abril de 1852 por Justo José de Urquiza, gobernador de Entre Ríos, y los representantes de las provincias de Santa Fe (Manuel Leiva), Corrientes (Benjamín Virasoro), y Buenos Aires (Vicente López y Planes, gobernador interino designado por Urquiza). En él, encomendaban al general Urquiza las relaciones exteriores, como representante de la República, hasta que se pronunciase el Congreso Nacional, e invitaban al resto de gobernadores provinciales a reunirse en San Nicolás de los Arroyos para discutir la Constitución.

«Queda autorizado el expresado Excelentísimo Señor Gobernador y Capitán General de la Provincia de Entre Ríos, General en Jefe del Ejército Aliado Libertador, Brigadier don Justo José de Urquiza, para dirigir las Relaciones Exteriores de la República, hasta tanto que, reunido el Congreso Nacional, se establezca definitivamente el Poder a quien compete al ejercicio de este cargo.»

El Acuerdo de San Nicolás se firmó el 31 de mayo de 1852, y sus resultados fueron:
- proclamar el Pacto Federal de 1831 como Constitución.
- llamar a un Congreso Constituyente al que concurrirían todas las provincias con la misma representación, independientemente de su densidad de población.
- designar a Urquiza como director provisorio de la Confederación, encargado de las relaciones exteriores y con el mando supremo sobre el Ejército...